# Pàtria Nova

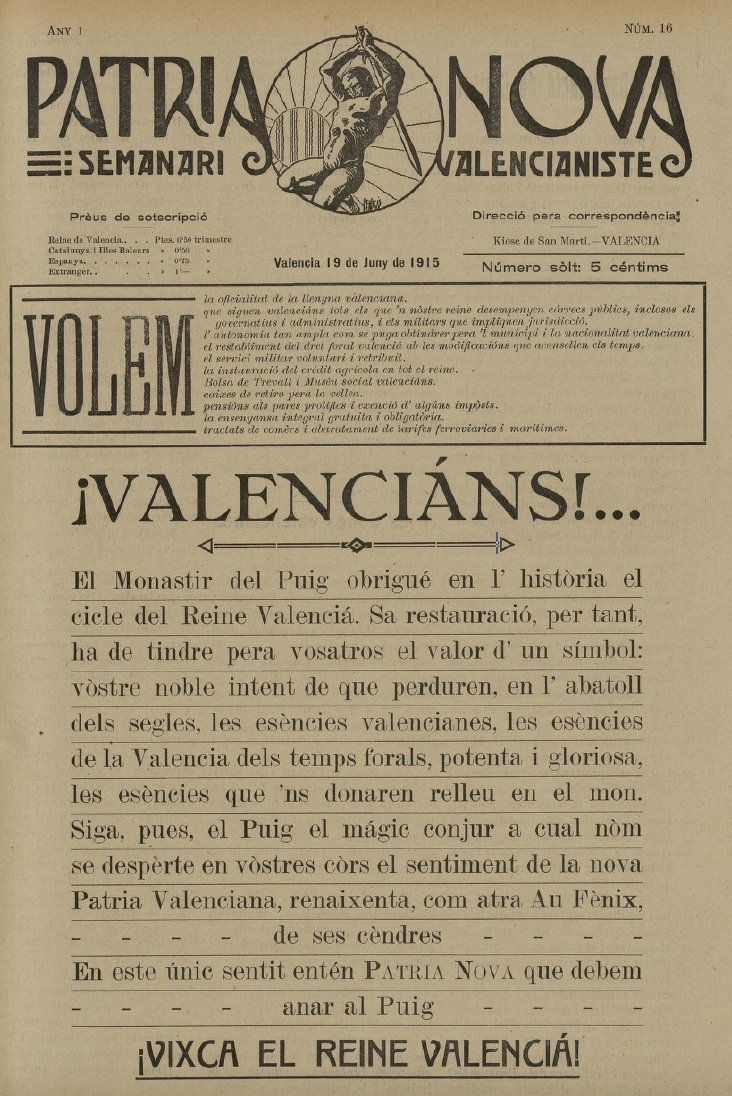
Couverture du numéro 16 de Pàtria Nova. Dans chacun des vingt-trois numéros de sa première période, les onze points constituant programme de Joventut Valencianista apparaissaient sur la couverture.

Pàtria Nova (en catalan, litt. « Patrie nouvelle ») est une revue valencianiste, publiée à Valence (Espagne) entre le 6 mars et le 7 août 1915, puis entre le 24 mars et le 15 septembre 1923.
Elle est fondée pour rassembler les différences forces politiques valencianistes en surpassant les clivages internes. Du 24 mars au 15 septembre 1923, elle devient le principal organe d'expression des noyaux valencianistes catalanistes et républicains, jusqu'à sa clôture par Miguel Primo de Rivera à la suite de l'instauration de la dictature.
La revue compte une série de collaborateurs notables comme Francesc Caballero i Muñoz (ca), Jacint M. Mustieles, Enric Navarro i Borràs, Francesc Almela i Vives, Llorenç Sorlí i Ballester, les frères Miquel et Enric Duran i Tortajada, et est annonciatrice de l'éclosion connue par le valencianisme au cours de la Seconde République.

## Histoire
Dans sa première période, entre le 6 mars et le 7 août 1915, Pàtria Nova est publié par Joventut Valencianista et son premier directeur est Marià Ferrandis i Agulló. Dans sa deuxième période, entre le 24 mars et le 15 septembre 1923, la revue est éditée par le secteur dissident d'Unió Valencianista Regional, dirigé par Vicent Tomàs i Martí et Adolf Pizcueta. Sa publication cesse après le triomphe du coup d'État de Primo de Rivera le 13 septembre 1923,.

### Première période (1915)
Dès son premier numéro, Pàtria Nova défend la réconciliation de tous les Valenciens en faveur de « l'intérêt commun le plus élevé et le plus grand : Valence, la mère de tous » et s'oppose au centralisme : « Nous ne sommes pas disposés à accepter... une conception de la patrie espagnole aussi rachitique que celle que nous présentent les partisans de l'État centralisateur..., les partisans d'une Espagne centralisatrice, décadente et absurde ; ceux d'une Espagne régie par des lois uniformes, comme s'ils dirigeaient un hospice. [...] Nous, les nationalistes, sommes plus modestes ; nous ne sommes pas si grands, et nous n'aspirons pas à l'être. Nous désirons une Espagne petite, riche, cultivée, avec une vie intense et humble, sans aspirer à la domination mondiale [...] Nous nous contentons d'être une sorte de Suisse libre, constituée en une Fédération de petits États, autonomes dans leur vie interne. »
Dans chacun des 23 numéros de cette première époque apparaissent en couverture les 11 points du programme de Joventut Valencianista, réclamant notamment l'officialité de la langue valencienne, la réservation aux Valenciens de certains emplois publics et argministratifs, l'autonomie politique pour les municipalités et la « nationalité valencienne », le rétablissement du droit foral valencien et d'autres mesures sociales
Le dernier numéro de la première période, le numéro 23, paraît le 7 août 1915. Bien que les raisons de la fermeture soient inconnues, il est possible qu'elle soit due à une pression extérieure (suite à perturbation des Jeux floraux de Lo Rat Penat cette année-là par des militants de la Joventut Valencianista, dont certains sont arrêtés, dont le directeur de Pàtria Nova Marià Ferrandis i Agulló). Cependant, Alfons Cucó estime que la cause de la fermeture peut être attribuée à « l'échec même de la politique de réconciliation nationale entreprise par le groupe et au sentiment logique de frustration qui en a découlé ». 

### Deuxième période (1923)
En mars 1923, le secteur dissident de l'Unió Valencianista Regional, dirigé par Vicent Tomàs i Martí et Adolf Pizcueta, en désaccord avec l'orientation droitière et monarchiste donné par le secteur majoritaire, dirigé par Eduardo Martínez Sabater et Salvador Ferrandis Luna, à l'organisation et à son organe de presse La Correspondencia de Valencia, décide de récupérer le titre de Pàtria Nova et d'en faire son organe d'expression. Depuis la revue, ils dénoncent « l'évolution régressive » de La Correspondencia de Valencia, « qui fait disparaître la valencianité de ses pages », « oubliant toute dignité valencienne ». 
Selon Alfons Cucó, ce qui caractérisait ce secteur dissident de l'Unió Valencianista est son refus radical de collaborer avec le régime de la Restauration, son philocatalanisme (ses membres écrivaient fréquemment dans des publications pancatalanistes comme Nostra Parla) et son opposition à Lo Rat Penat (« Les bons jours ne reviendront jamais dans cette maison, car même la jeunesse de Lo Rat Penat [...] semble comme une petite fleur de cimetière, germée sur la tombe de Ratpenat [...] »). La rupture avec le secteur droitiste de l'Unió devient définitive lorsque ce dernier, suivant l'exemple de la Ligue régionaliste catalane, décide de soutenir le coup d'État de Primo de Rivera le 13 septembre 1923, débouchant sur une dictature. Le 14 septembre, La Correspondencia de Valencia accueillit le coup d'État avec une grande joie, coïncidant avec le journal conservateur Las Provincias. Le lendemain, Pàtria Nova a publié son dernier numéro.